# Buckland Ripers
Buckland Ripers är en by i civil parish Chickerell, i distriktet Dorset, i grevskapet Dorset, i England. Byn är belägen 9 km från Dorchester. Byn nämndes i Domedagsboken (Domesday Book) år 1086, och kallades då Bocheland / t.